# باناسيا (دواء)

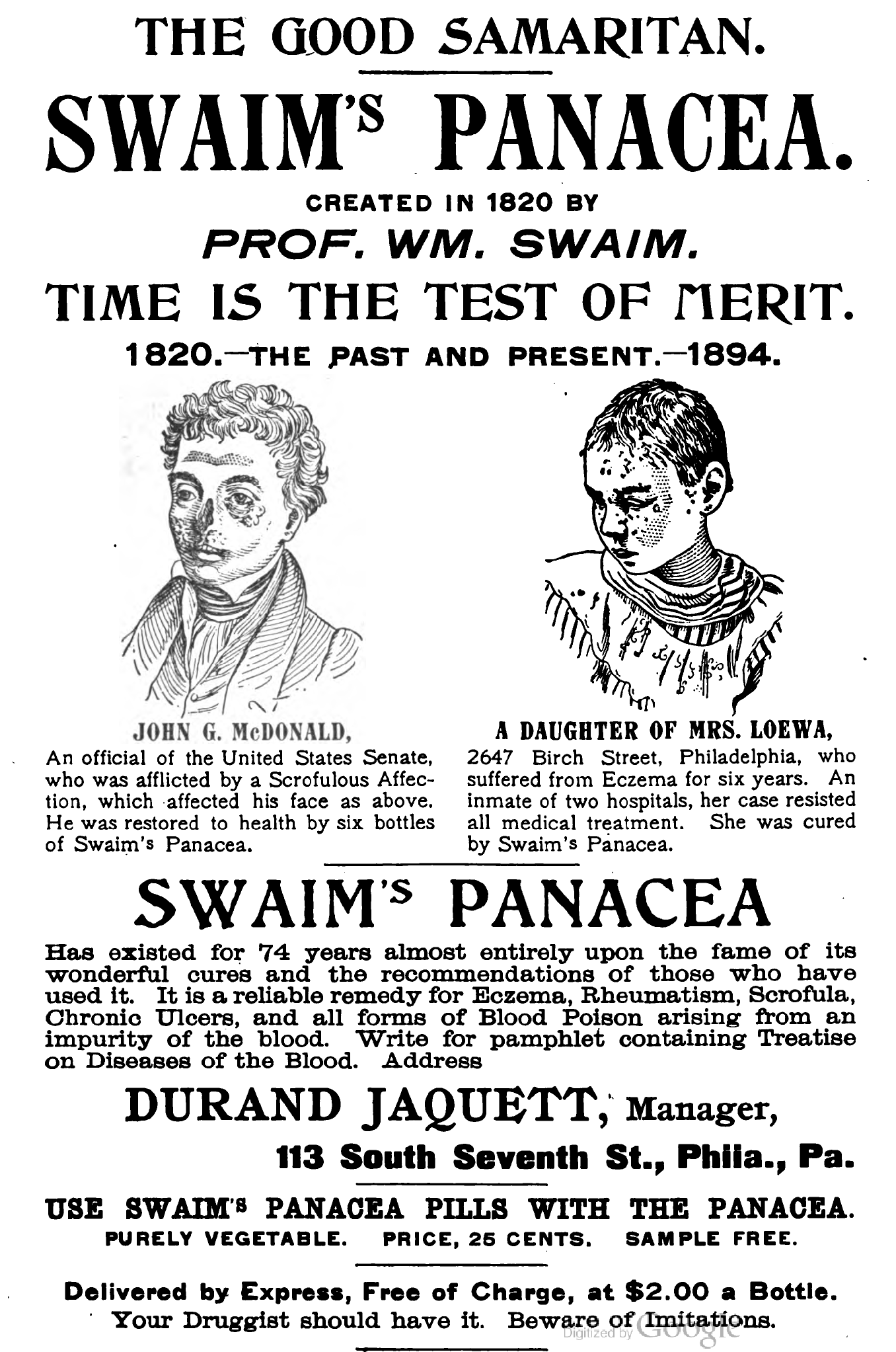

باناسيا أو الدواء الشافي /pænəˈsiːə/، الذي سمي على اسم الهة العلاج الشامل باناسيا اليونانية، لا أي علاج من المفترض أن (على سبيل المثال) يعالج جميع الأمراض وإطالة أمد الحياة إلى أجل غير مسمى (الخلود). كان في الماضي يبحث عنه الكيميائيون فيما يتعلق بإكسير الحياة وحجر الفلاسفة، وهو مادة أسطورية تمكن من تحويل المعادن المشتركة إلى ذهب.
استخدم شعب كاهويلا في منطقة صحراء كولورادو في كاليفورنيا النسغ الأحمر لشجرة الفيل (Bursera microphylla) كعلاج لكل داء.
اسم جنس الجينسنغ اللاتيني هو Panax (أو «الدواء الشافي») الذي يعكس فهم Linnean أن الطب الصيني التقليدي يستخدم الجينسنغ على نطاق واسع كعلاج للجميع. [بحاجة لمصدر]
الدواء الشافي (أو الباناسوم) هو مصطلح أدبي لتمثيل أي حل لحل جميع المشاكل المتعلقة بقضية معينة. [بحاجة لمصدر]
يستخدم مصطلح «باناسيا» بطريقة سلبية لوصف الإفراط في استخدام أي حل لحل العديد من المشاكل المختلفة، خاصة في الطب. اكتسبت الكلمة دلالات لزيت الثعبان والشعوذة والدجل.

## روابط خارجية
- هناك ما مجموعه 341 مُدخلًا تشرح بالتفصيل الدواء الشافي الأمريكي الأصلي في قاعدة بيانات علم النبات الإثني الأمريكي الأصلي. يمكن رؤية جميع أدوية باناسيا التي تعود إلى الأمريكيين الأصليين في هذا الرابط هنا: http://naeb.brit.org/uses/search/filtered/؟string=panacea&tribe=&use_category=1